# Lachesilla riegeli
Lachesilla riegeli är en insektsart som beskrevs av Sommerman 1946. Lachesilla riegeli ingår i släktet Lachesilla och familjen kviststövsländor. Inga underarter finns listade i Catalogue of Life.